# Église Saint-Nicolas-et-Saint-Gérald de Francheville
L'église de Francheville  est un édifice inscrit aux monuments historiques construite du XIIe au XIIIe siècle qui est située à Francheville dans la Marne.

## Historique
Cette église est placée sous le vocable de saint Nicolas et saint Gérald. Elle est inscrite au titre des monuments historiques depuis 1937.

## Description
Parmi son mobilier il est à noter :
- Verrières du XIIIe siècle[2],
- En particulier la baie O représentant le Calvaire, Les Saintes Femmes au tombeau, scènes de Dieu le Père et une ornementation de feuillage[3],
- Un bas relief en pierre représentant le Christ et les apôtres[4] qui date du XVe siècle.